# Новомихайловка (Локтевский район)
Новомиха́йловка — село в Локтевском районе Алтайского края. Входит в состав Новомихайловского сельсовета.

## История
Основано в 1886 году. В 1928 году село состояло из 100 хозяйств, основное население — русские. В административном отношении являлось центром Ново-Михайловского сельсовета Локтевского района Рубцовского округа Сибирского края.

## Население
| 1926 | 1997 | 1998 | 1999 | 2000 | 2001 | 2002 |
| ---- | ---- | ---- | ---- | ---- | ---- | ---- |
| 542  | ↘250 | ↗264 | ↗283 | ↗284 | ↗289 | ↘241 |
| 2003 | 2004 | 2005 | 2006 | 2007 | 2008 | 2009 |
| ↗266 | ↘253 | ↘239 | ↘234 | ↗249 | ↘241 | ↗254 |
| 2010 | 2011 | 2012 | 2013 |      |      |      |
| ↘239 | ↘237 | ↘227 | ↘216 |      |      |      |

## Улицы
| - ул. Алейская, - ул. Боровая, - пер. Овражный, - ул. Пензенская, | - ул. Садовая, - ул. Целинная, - ул. Школьная. |